# Francesco Fiorentino (Architekt)
Francesco Fiorentino (polnisch Franciszek Florentczyk, † 16. Oktober 1516 in Krakau) war ein Architekt, Bildhauer und Steinmetz der Renaissance. Fiorentino gehörte zur ersten Generation italienischer Künstler, die am Krakauer Königshof tätig waren.

## Leben
Francesco Fiorentino wurde vor 1450 in Florenz geboren. Er war möglicherweise ein Schüler von Bernardo Rossellino, jedenfalls ist sein Kunststil eine Weiterentwicklung des Stils von Rossellino. In der zweiten Hälfte war er in der ungarischen Hauptstadt Buda mit einer eigenen Werkstatt aktiv. Hier wurde der polnisch-litauische Kronprinz Sigismund beim Besuch bei seinem Bruder Vladislav II. dem Jagiellonen, König von Ungarn und Böhmen, vor 1498 auf ihn aufmerksam. Als 1499 das das gotische Königsschloss auf dem Wawel in Krakau abbrannte, überredete Sigismund seine Mutter, die Königinwitwe Elisabeth von Habsburg, das Schloss von Francesco Fiorentino im neuen Stil der Renaissance wieder aufbauen zu lassen. Francesco Fiorentino kam mit seiner Werkstatt und seinen zahlreichen Helfern, die größtenteils ebenfalls aus Florenz stammten, Ende 1501 oder Anfang 1502 nach Krakau. In der Zwischenzeit war der Sigismunds und Vladislavs Bruder, der polnische König Johann I. im Sommer 1501 verstorben. Elisabeth und Sigismund beauftragen ihn daher zunächst mit der Errichtung des Grabmals für ihren verstorbenen Sohn und Bruder in der Jan-Olbracht-Kapelle der Wawel-Kathedrale. Die Grabplatte selbst stammte noch von Stanislaus Stoß, dem Sohn von Veit Stoß, sowie Jörg Huber und ist im Stil der Spätgotik gestaltet. Das Grabmal selbst baute Francesco Fiorentino von 1502 bis 1505. Es gilt als erstes Kunstwerk der florentinischen Renaissance in Polen, das in den nächsten hundert Jahren als Vorgabe für zahlreiche ähnliche Grabmäler in ganz Polen-Litauen diente. Gleichzeitig begann er mit dem zusammen mit dem Maurer Eberhard Rosemberger aus Koblenz mit dem Wiederaufbau des Wawelschlosses an dessen Westflügel, dem Königinnengemächtern für Elisabeth, das er 1507 fertigstellte. Zu diesem Zeitpunkt war Elisabeth bereits genauso wie ihr weiterer Sohn König Alexander verstorben, so dass nun Sigismund zum König von Polen-Litauen gekrönt wurde. Er beauftragte Francesco Fiorentino mit dem weiteren Ausbau des Königsschlosses am Nordflügel, den dieser 1507 begann, jedoch bis zu seinem Tod 1516 nicht abschließen konnte. Sein Werk wurde sodann von Bartolomeo Berrecci, ebenfalls aus der Nähe von Florenz stammend, fortgesetzt. Berrecci übernahm 1516 auch die Werkstatt von Fiorentino mit zahlreichen bedeutenden italienischen Architekten und Künstlern. 1507 und 1510 reiste er auch wieder nach Buda, um ältere Aufträge in Ungarn zu Ende zu bringen. Fiorentino war ein sehr gefragter und sehr gut bezahlter Künstler. Allein 1502 zahlte im Sigismund 100 Goldflotiner. Er arbeitete fast ausschließlich für die Königshöfe der Jagiellonen in Buda und Krakau. Er gilt neben Bartolomeo Berrecci als wichtigster Vertreter der florentinischen Hoch-Renaissance im östlichen Mitteleuropa.

## Schaffen
Von den Werken Francesco Fiorentino sind erhalten:
- Grabmal von König Johann I. in der Krakauer Johann-Kapelle der Wawel-Kathedrale
- West- und Nordflügel des Königsschlosses auf dem Wawel
- Portal des Erasmus-Ciołek-Bischofspalasts in Krakau